# Bladin
Bladin – legendarny władca południowosłowiański, syn Silimira. Według kronik za jego panowania przybyli zza Wołgi Bułgarzy, opanowując najpierw prowincję Sylloduksję (Scytia i Malezja?), Macedonię, a następnie „całą prowincję łacińska zwaną wówczas Romania, obecnie zaś zwącą się Maurowlachia, to jest Nigri Latini”. Bladin, podobnie jak cesarz Konstantynopola nie mogąc pokonać Bułgarów zbrojnie, zawarł z nimi pokój. Jak informują kroniki „oba narody , to jest Goci, będący Słowianami, i Bułgarzy, z racji że mieli wspólny język i dlatego iż byli poganami, zaczęli się wzajemnie miłować”. Po śmierci Bladina tron objął jego syn, Ratomir.